# Stárnutí Evropy

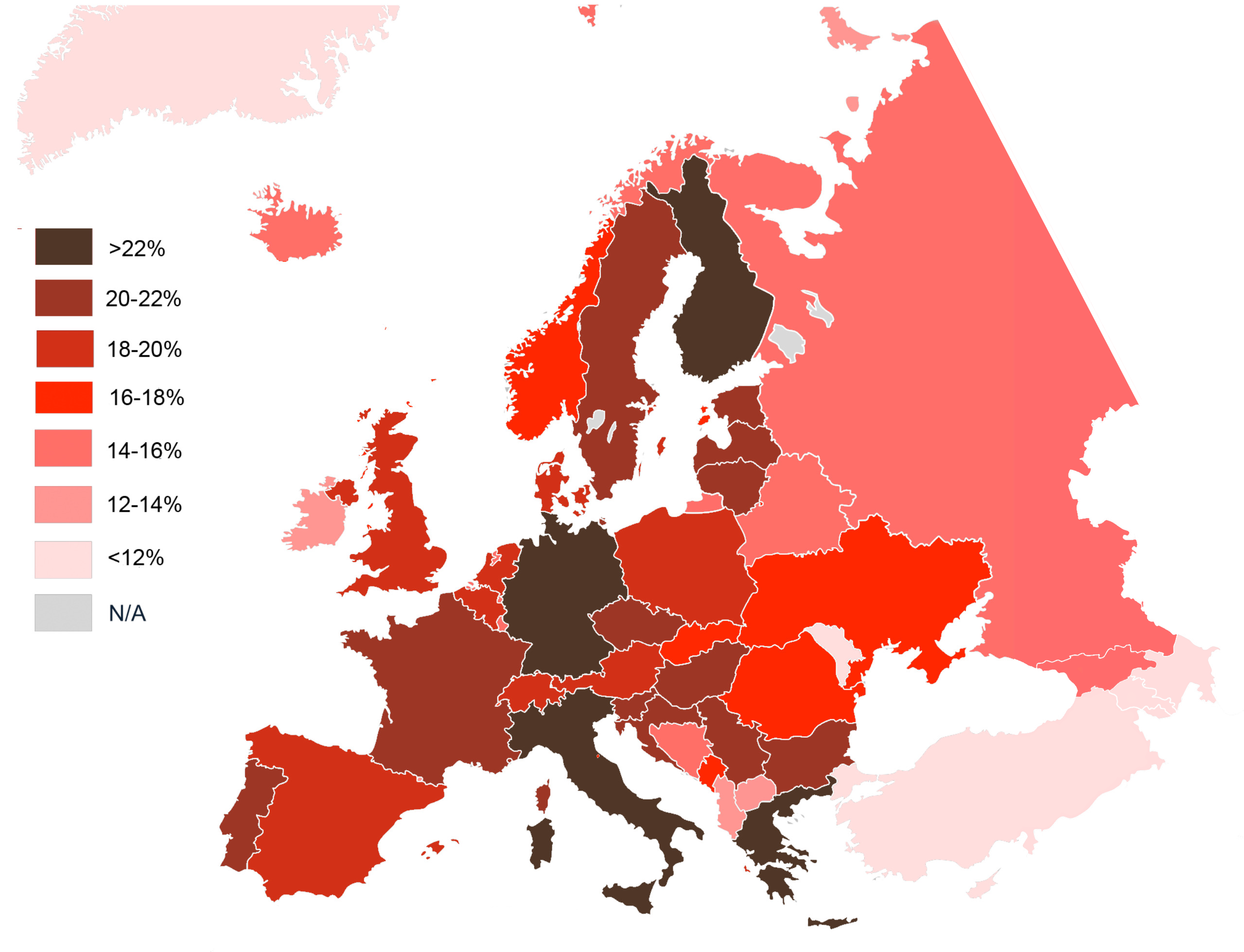
Procentuální zastoupení populace ve věku 65 let a více v Evropě v roce 2020

Věková pyramida Evropské unie v roce 2023

Vývoj věkové pyramidy Evropy v letech 1950 až 2023

Stárnutí Evropy, taktéž známé jako šednutí Evropy, je demografický jev v Evropě, který je charakterizován poklesem porodnosti, snížením úmrtnosti a prodloužením střední délky života evropské populace. Nízká porodnost a vyšší střední délka života přispívají k proměně tvaru věkové pyramidy Evropy. Nejvýraznější změnou je přechod k mnohem starší struktuře obyvatelstva, což má za následek pokles podílu obyvatelstva v produktivním věku a zároveň nárůst počtu důchodců. Podle projekcí se celkový počet starších obyvatel v příštích desetiletích výrazně zvýší, protože do starobního důchodu se postupně dostane stále větší podíl poválečných generací baby-boomu. To povede k vysoké zátěži pro obyvatelstvo v produktivním věku, které bude muset být schopno finančně a sociálně zajišťovat rostoucí počet starších obyvatel.
V průběhu dějin se mnoho států snažilo udržet vysokou porodnost, aby mohly být nastaveny mírné daně, větší hospodářskou aktivitu a více vojáků pro svou armádu.
Stárnutí populace lze pozorovat ve většině evropských zemí.

## Celkové trendy
Giuseppe Carone a Declan Costello z Mezinárodního měnového fondu v září 2006 předpověděli, že poměr počtu důchodců k počtu pracujících se v Evropě do roku 2050 zdvojnásobí na 0,54 (ze čtyř pracujících na jednoho důchodce na dva pracující na jednoho důchodce). William H. Frey, analytik think tanku Brookings Institution, predikuje, že průměrný věk v Evropě se zvýší z 37,7 let v roce 2003 na 52,3 let v roce 2050, zatímco průměrný věk Američanů vzroste na pouhých 45,4 let.[zdroj?]
Bývalá evropská komisařka pro výzkum, inovace a vědu Máire Geogheganová-Quinnová v roce 2014 uvedla, že v roce 2020 bude čtvrtinu evropské populace tvořit věková skupina starší 60 let. Tento demografický posun drasticky změní ekonomiku, trh práce, zdravotní péči a sociální zabezpečení Evropy.
Organizace pro hospodářskou spolupráci a rozvoj odhaduje, že pracuje 39 % Evropanů ve věku 55 až 65 let.
Rakouský ministr sociálních věcí v roce 2006 uvedl, že do roku 2010 bude věková skupina 55 až 64 let v Evropské unii tvořit větší část než skupina 15 až 24 let. Výbor pro hospodářskou politiku a Evropská komise vydaly v roce 2006 zprávu, podle níž se počet obyvatel v produktivním věku v EU mezi lety 2010 a 2050 sníží o 48 milionů, což představuje 16% pokles, zatímco počet starších lidí se zvýší o 58 milionů, což představuje 77% nárůst.[zdroj?]
Podle odhadů Amerického úřadu pro sčítání lidu z roku 2002 se v Evropské unii do roku 2030 sníží počet pracovních sil o 14 % a počet spotřebitelů o 7 %.
Feminizace stáří se projevuje rostoucím počtem žen ve věku 65 let a více. Delší délka života převládá u žen po celém světě. V Evropě činí průměrná délka života žen 81 let, zatímco průměrná délka života mužů pouhých 74 let, což představuje rozdíl 7 let. Průměrná délka života v 60 letech je u žen ve srovnání s muži o čtyři roky delší. Prognózy ukazují, že v Evropě dojde k navýšení o 24 let u žen a 20 let u mužů.

## Příčiny
Stárnutí populace v Evropě je způsobeno především třemi faktory: klesající plodností, prodlužující se střední délkou života a migrací. Příčiny stárnutí populace se v jednotlivých zemích liší.

### Plodnost

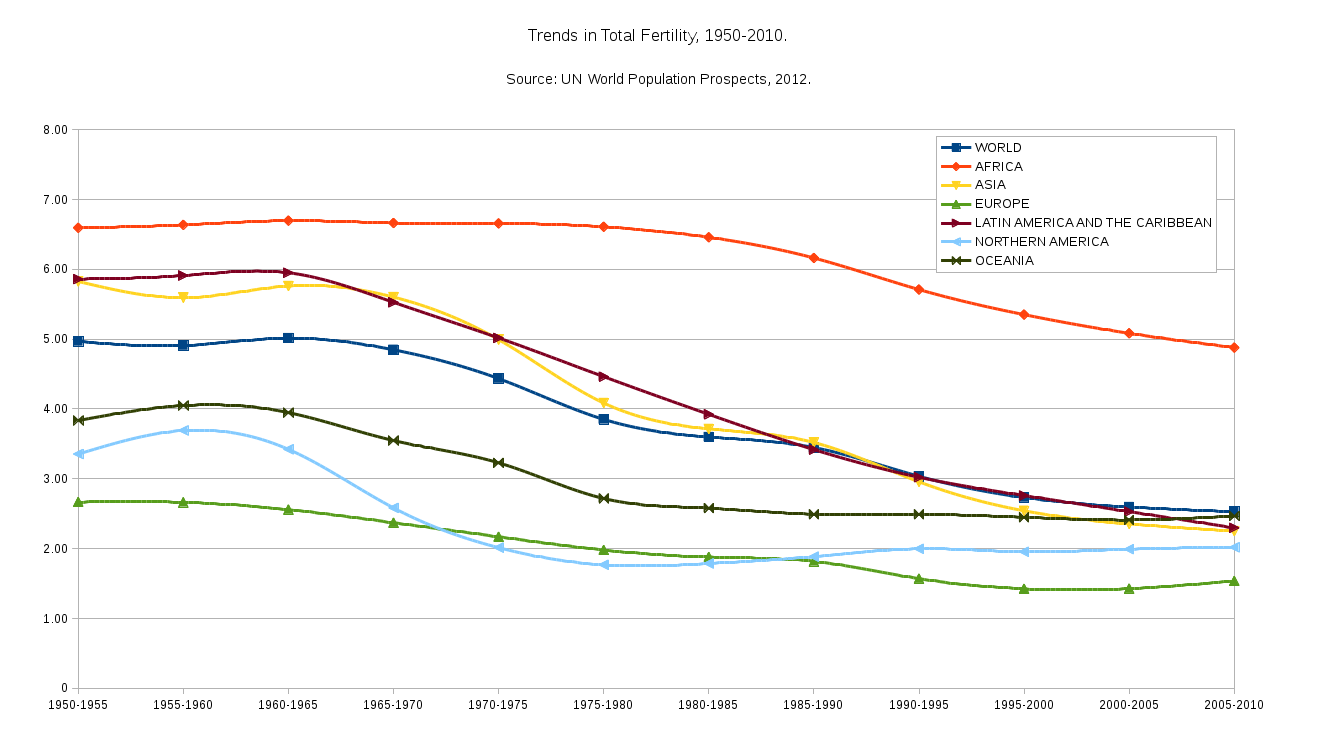
Trendy v oblasti úhrnné plodnosti 1950–2010

Vysoký počet osob ve věku 60 let a více je v Evropě důsledkem vysoké plodnosti, ke které došlo v letech 1950–1960. Období po skončení druhé světové války se vyznačovalo dobrým sociálním a ekonomickým postavením obyvatelstva v plodném věku a vyústilo v „baby boom“.
Současná nízká úroveň plodnosti rovněž přispívá ke stárnutí Evropy. S poklesem plodnosti se mění věková struktura obyvatelstva a počet mladších skupin se snižuje v poměru ke starším věkovým skupinám. Míra plodnosti v Evropě je nižší než 2,1 dítěte na ženu (nižší než standardní „hodnota zachování“) a předpokládá se, že pod úrovní reprodukce zůstane i v budoucnu.

### Úmrtnost
Lidé žijí déle, podle prognóz by měla průměrná délka života v roce 2060 dosáhnout 84,6 let u mužů a 89,1 let u žen, což představuje nárůst o 7,9 let života u mužů a 6,6 let u žen ve srovnání s rokem 2010. Delší délka života má za následek změnu věkové struktury obyvatelstva, neboť se zvyšuje počet lidí ve vyšším věku. Průměrná délka života starší populace bude záviset na pokroku v medicíně v oblasti prevence nemocí, které jsou hlavními příčinami úmrtí. Mezi tři hlavní příčiny úmrtí patří ischemická choroba srdeční, cévní mozková příhoda a chronická obstrukční plicní nemoc.

### Migrace
Přistěhovalci a vystěhovalci ze země způsobí výkyvy zejména v počtu obyvatelstva v produktivním věku. Pokud do země přichází vysoký počet mladých přistěhovalců, vede to ke snížení podílu stárnoucího obyvatelstva. V následujících zemích se předpokládá, že přistěhovalectví zpomalí stárnutí populace: Lucembursko, Švýcarsko, Norsko, Německo, Švédsko, Finsko, Belgie, Dánsko, Rakousko a Spojené království. Emigrace by způsobila opačný efekt na stárnutí populace tím, že by zemi opouštěli lidé v produktivním věku a v důsledku toho by se stárnutí populace zrychlilo. Zvýšení podílu stárnoucí populace způsobené emigrací se předpokládá v Lotyšsku.

## Účinky

Podíl obyvatel ve věku 65 let a více (% z celkového počtu obyvatel) v letech 2008–2018. Zdroj: Eurostat.

Obyvatelstva v Evropě reagují na demografické změny různými způsoby v závislosti na tom, co se v určité zemi odehrává. Jak stárnutí, tak emigrace a imigrace mohou v populacích jednotlivých zemí vyvolávat neklid. Demografické studie a z nich vyplývající zprávy vypracované Evropskou komisí poukazují na klesající plodnost obyvatelstva původních evropských národů. Tu by bylo třeba zvrátit ze současné úrovně, která se pohybuje kolem hodnoty 1,4, zpět na úroveň 2,1 nahrazení, aby se zabránilo poklesu populace původních evropských národů téměř o polovinu v každé generaci. Podle některých tvrzení je k vyrovnání nutné umožnit migrantům, aby se v Evropě usadili a zabránili tak nedostatku pracovních sil. Podle jiných tvrzení však takové přistěhovalectví vede k etnickým konfliktům, jako byly občanské nepokoje ve Francii v roce 2005.
Dlouhodobé snižování plodnosti a prodlužování střední délky života by mohlo mít škodlivé důsledky pro téměř všechny evropské země. Tyto demografické trendy vyvolaly diskusi o nejlepších druzích politiky, které mohou tyto trendy zvrátit a zmírnit jejich důsledky. Nezávislý neziskový výzkumný institut RAND Europe mohl tyto politiky shromáždit prostřednictvím výzkumu a analýzy. Z debaty vyplynuly tři obecné politické přístupy. První politikou je podpora plození dětí u mladších párů, která zahrnuje manželství a soužití. Druhá politika uvádí, že by mělo dojít ke zvýšení imigrace lidí v produktivním věku. Podle třetí by mělo dojít ke zlepšení sociální politiky obecně, aby se zmírnily negativní důsledky těchto trendů. Záměrem výzkumu je prozkoumat vztah mezi demografickými trendy a politikami evropských vlád a určit, které politiky mohou zmírnit důsledky nízké plodnosti a stárnutí populace.

## Země

### Belgie

Věková pyramida Belgie v roce 2023

Studijní výbor pro stárnutí obyvatelstva při Vysoké radě pro finance Mezinárodního měnového fondu (MMF) v roce 2007 předpověděl, že počet obyvatel Belgie se do roku 2050 zvýší o 5 % v důsledku přistěhovalectví, vyšší plodnosti a delší průměrné délky života. Studie MMF však uvádí, že počet starších osob vzroste o více než 25 % na více než 63 % celkové populace země.[zdroj?]
Belgická vláda vydala v roce 2005 9,1 % HDP na důchody a 7,1 % na zdravotní péči. Do roku 2050 se podle odhadů celkové sociální výdaje zvýší o 5,8 % za předpokladu, že se nezmění věk odchodu do důchodu. Většina těchto vyšších sociálních výdajů připadá na důchody a zdravotní péči, které vzrostou o 3,9 % na 13,0 % HDP a o 3,7 % na 10,8 % HDP.[zdroj?]
Úbytek pracovní síly bude částečně kompenzován snížením nezaměstnanosti, což následně sníží náklady na péči o děti. MMF rovněž předpovídá, že do roku 2050 vzroste podíl belgické populace starší 65 let z 16 % na 25 %.
V roce 2017 bylo v Belgii 24,6 % obyvatel starších 60 let a podle projekcí tato hodnota do roku 2050 vzroste na 32,4 %. Předpokládaná střední délka života při narození v letech 2010–2015 činí 83 let u žen a 78 let u mužů.

### Finsko

Věková pyramida Finska v roce 2020

Finsko má jednu z nejstarších populací v Evropě. Generace tzv. baby boomu narozená v letech 1945–1949 již odešla do důchodu a podíl osob starších 65 let na obyvatelstvu se zvýší z 20 % na konci roku 2010 na 26 % do roku 2030 a na 29 % do roku 2060. Ve srovnání se severskými sousedy je podíl Finů starších 61 let stále nízký. Vláda se v návaznosti na doporučení OECD zaměřila na zvýšení jejich podílu na pracovním životě. Předpokládá se, že rostoucí podíl starých lidí v následujících desetiletích značně zatíží finský sociální a důchodový systém a zvýší tlak na zvyšování daní. Propad míry plodnosti z hodnoty 1,81 na nebezpečně nízkou hodnotu 1,34 v průběhu druhého desetiletí 21. století předpovědi do budoucna ještě zhoršil, protože podíl obyvatel v produktivním věku se tak do roku 2050 sníží o statisíce. Nerovnoměrné je také regionální rozložení starých lidí: periferní finské provincie budou mít mnohem vyšší podíl starých lidí než rozrůstající se regiony jako Uusimaa a Pirkanmaa.
Podle odhadu z roku 2019 začne počet obyvatel Finska do roku 2031 klesat a v roce 2050 bude přibližně o 100 tisíc nižší než v roce 2019, a to za předpokladu, že migrace zůstane stabilní.

### Francie

Věková pyramida Francie v roce 2021

Francie v roce 2007 předstihla Irsko na pozici členského státu Evropské unie s nejvyšší mírou plodnosti. Podle prognóz bude mít Francie v roce 2050 se 75 miliony obyvatel nejvyšší počet obyvatel v EU, předstihne i Německo, ale zůstane na druhé pozici v Evropě, protože odhad počtu obyvatel Spojeného království pro rok 2050 vykazuje vyšší číslo. V roce 2011 byla Francie jediným členem Evropské unie s mírou plodnosti na úrovni reprodukce, s průměrnou mírou 2,08 dítěte na ženu, zatímco v Irsku míra plodnosti klesla na 2,01 dítěte na ženu, což je mírně pod úrovní reprodukce. Důvodem nárůstu počtu dětí jsou státní rodinné dávky, které jsou těmto rodinám poskytovány. Ty dostávají příspěvek v závislosti na příjmu a počtu dětí v domácnosti.
Úhrnná plodnost klesla v roce 2013 na hodnotu 1,99 dítěte na ženu z hodnoty 2,01 v roce 2012 a 2,03 v roce 2010. Míra 2,1 dítěte na jednu ženu je považována za nezbytnou pro udržení růstu populace s vyloučením migrace.
V roce 2017 činil podíl obyvatel ve věku 60 let a více 25,7 % a podle prognóz se tento podíl do roku 2050 zvýší na 32,2 %. Předpokládaná střední délka života při narození v letech 2010–2015 činí 85 let u žen a 79 let u mužů.

### Německo
Německo je s více než 83 miliony obyvatel (v září 2019) nejlidnatější zemí Evropské unie. Jeho plodnost, která v roce 2020 činila 1,596 dítěte na ženu, je však velmi nízká a podle odhadů spolkového statistického úřadu se počet obyvatel do roku 2060 sníží na 65 až 70 milionů (65 milionů za předpokladu čisté migrace +100 000 ročně; 70 milionů za předpokladu čisté migrace +200 000 ročně). Vzhledem k tomu, že úmrtnost neustále převyšuje nízkou porodnost, je Německo jednou z mála zemí, pro které by model demografického přechodu vyžadoval pátou fázi, aby zachytil jejich demografický vývoj. V některých regionech, zejména v bývalém komunistickém Východním Německu, dochází v současnosti k poklesu počtu obyvatel a vylidňování. Nadace Bauhaus Dessau přišla s rozsáhlými plány na zbourání mnoha budov a jejich nahrazení parky a německá vláda vypracovala plán na nákladné zmenšení šířky kanalizačního potrubí v různých městech. Jižní státy však zaznamenávají čistý přírůstek obyvatel a Německo jako hospodářská velmoc EU celkově přitahuje přistěhovalce.
V roce 2017 bylo 28,0 % obyvatel Německa starších 60 let a podle projekcí vzroste do roku 2050 jejich podíl na 37,6 %. Odhadovaná střední délka života při narození v letech 2010–2015 činí 83 let u žen a 78 let u mužů.

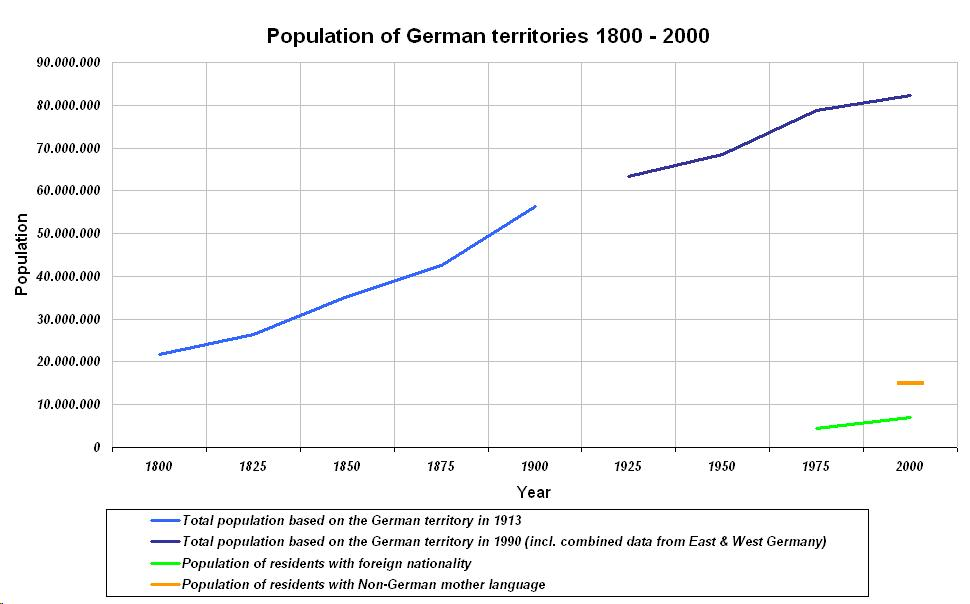
Populace německých teritorií 1800–2000 a přistěhovalecká populace 1975–2000
Věková pyramida Německa na konci roku 2020

### Itálie

Věková pyramida Itálie v roce 2023

Při současné míře plodnosti bude muset Itálie zvýšit věk odchodu do důchodu na 77 let nebo přijímat 2,2 milionů přistěhovalců ročně, aby si udržela poměr mezi počtem pracujících a počtem důchodců. Přibližně 25 % italských žen je bezdětných a dalších 25 % má pouze jedno dítě.
V regionu Ligurie v severozápadní Itálii je nyní nejvyšší poměr starších osob k mladým na světě. V prvním desetiletí 21. století bylo v tomto regionu uzavřeno deset procent škol. Město Janov, jedno z největších italských měst a zároveň hlavní město Ligurie, upadá rychleji než většina evropských měst – v roce 2005 zde činila úmrtnost 13,7 zemřelých na 1 000 obyvatel, což je téměř dvojnásobek oproti porodnosti, která dosahovala 7,7 narozených na 1 000 obyvatel.[zdroj?]
Italská vláda se snaží tento trend omezit a zvrátit finančními pobídkami pro páry, které mají děti, a zvýšením imigrace. Zatímco plodnost stagnovala, imigrace minimalizovala pokles počtu pracovních sil.
V roce 2017 bylo v Itálii 29,4 % obyvatel starších 60 let a podle projekcí se do roku 2050 jejich podíl zvýší na 40,3 %. Odhadovaná střední délka života při narození v letech 2010–2015 činí 85 let u žen a 80 let u mužů.

Vývoj věkové pyramidy Itálie

### Polsko

Věková pyramida Polska v roce 2021

Ekonomické dopady demografických změn se budou Polska týkat méně než sousedních zemí, přestože se očekává, že do poloviny století ztratí 15 % své populace. Podle prognóz se do roku 2050 počet obyvatel Polska sníží na 32 milionů v důsledku emigrace a nízké porodnosti. Plodnost klesla z hodnoty 3,7 dítěte na ženu v roce 1950 na nebezpečně nízkou hodnotu 1,32 dítěte na ženu v roce 2014. Tento drastický pokles v budoucnu ovlivní polskou ekonomiku.
Ve snaze zvrátit trend klesající porodnosti zavedla polská vláda v roce 2016 politiku vyplácení 500 zlotých (asi 128 dolarů) měsíčně rodinám za každé dítě mladší 18 let po narození prvního dítěte. Od té doby byla tato politika rozšířena i na první dítě.

### Portugalsko

Věková pyramida Portugalska v roce 2023

Podle sčítání lidu v Portugalsku v roce 1994 bylo 13,1 % obyvatel starších 65 let. Průměrná délka života Portugalců se od 80. let 20. století do prvního desetiletí 21. století prodloužila o osm let. V roce 2017 tvořili lidé ve věku 60 let a více 27,9 % obyvatel, přičemž podle odhadů vzroste do roku 2050 jejich podíl na 41,7 %. Očekávaná délka života při narození v letech 2010-2015 by měla být 83 let u žen a 77 let u mužů.
V 60. letech 20. století byla střední délka života mužů ve srovnání s ostatními západoevropskými zeměmi poměrně nízká: 61,2 roku u mužů a 67,5 roku u žen. V roce 2006 činil průměr pro obě pohlaví 77,7 roku. V roce 1999 demografové předpovídali, že podíl starších Portugalců se zvýší na 16,2 % a do roku 2010 na 17,6 %.
Nedávné studie v deníku Público ukázaly, že počet obyvatel se může do roku 2050 snížit na 7,5 milionu (-29 % současné populace, -0,7 % průměrného ročního přírůstku obyvatelstva), pokud se bude míra plodnosti i nadále držet na nízké úrovni 1,45 dítěte na ženu; s přihlédnutím k téměř stacionární emigraci v důsledku hospodářské krize.[zdroj?] V roce 2011 dosáhla portugalská míra plodnosti 1,51 dítěte na ženu, čímž se pokles plodnosti v zemi zastavil, avšak stále zůstává pod úrovní reprodukce.

### Španělsko

Věková pyramida Španělska v roce 2021

V roce 1970 se Španělsko s hodnotou plodnosti 2,9 dítěte na ženu řadilo na druhé místo v západní Evropě po Irsku s hodnotou 3,9. Do roku 1993 se španělská plodnost snížila na 1,26 dítěte na ženu, což byla druhá nejnižší hodnota po Itálii.
V posledních letech se míra plodnosti ve Španělsku drží na stejné úrovni a pohybuje se od hodnoty 1,23 (v letech 2000 a 2020) do hodnoty 1,45 (v roce 2009).
V roce 1999 publikovali Rocío Fernández-Ballesteros, Juan Díez-Nicolás a Antonio Ruiz-Torres z Autónoma University v Madridu studii o demografii Španělska, ve které předpovídali, že do roku 2020 bude činit střední délka života 77,7 let u mužů a 83,8 let u žen. Arup Banerji a ekonom Mukesh Chawla ze Světové banky v červenci 2007 předpověděli, že do roku 2050 bude polovina španělské populace starší 55 let, čímž Španělsko dosáhne nejvyššího průměrného věku ze všech zemí světa.[zdroj?]
V roce 2017 bylo 25,3 % obyvatel Španělska starších 60 let a podle predikcí se jejich podíl do roku 2050 zvýší na 41,9 %. Podle odhadů činila v letech 2010–2015 střední délka života při narození 85 let u žen a 79 let u mužů.

### Spojené království

Věková pyramida Spojeného království v roce 2020

Ve Spojeném království činila v roce 2018 míra plodnosti podle Úřadu pro národní statistiku 1,68 dítěte na ženu. V roce 2019 měla Anglie míru plodnosti 1,66 a Wales jen 1,54. Ve Skotsku činila v roce 2019 míra plodnosti 1,37. V roce 2017 mělo Severní Irsko úroveň plodnosti 1,87. Podle predikcí bude ve Spojeném království do roku 2050 každý čtvrtý obyvatel starší 65 let, což je nárůst oproti přibližně každému pátému člověku v roce 2018. Podle hlavní prognózy ONS pro Spojené království z údajů z roku 2019 by se měl počet obyvatel do roku 2050 zvýšit na více než 73,6 milionu.
V polovině roku 2019 bylo ve Spojeném království 12,4 milionu osob ve věku 65 let a více (18,5 %) a 2,5 % osob ve věku 85 let a více. Předpokládá se, že do roku 2050 se podíl osob starších 65 let zvýší na čtvrtinu. Střední délka života při narození ve Spojeném království v roce 2020, při použití tabulek z let 2017 až 2019 pro tvorbu prognóz, činila 79,4 let u mužů a 83,1 let u žen.

## Další regiony

### Rusko

Věková pyramida Ruska v roce 2023

Úhrnná plodnost Ruska z poloviny druhého desetiletí 21. století dosahuje 1,7 dítěte na ženu, což sice představuje nárůst oproti dřívějším hodnotám, ale stále se jedná o nedostatečnou výši plodnosti, která je nižší než míra reprodukce (2,10–2,14).
Počet obyvatel Ruské federace klesl z nejvyššího počtu 148 689 000 v roce 1991 na přibližně 143 milionů v roce 2013, což představuje 4% pokles. Světová banka v roce 2005 předpověděla, že pokud se trendy nezlepší, počet obyvatel se do roku 2050 sníží na 111 milionů, což představuje pokles o 22 %. Podobné varování vznesla i Organizace spojených národů, podle níž by se počet obyvatel Ruska mohl do poloviny století snížit o třetinu.
V roce 2006 byl vypracován národní program, jehož cílem je zvrátit pokles do roku 2026. Studie zveřejněná krátce poté v roce 2007 ukázala, že se tempo poklesu populace zpomalilo: podle této studie počet zemřelých převýšil počet narozených 1,3krát, což je méně než 1,5krát v předchozím roce, tedy jestliže čistý úbytek v období leden–srpen 2006 činil 408 200 osob, ve stejném období v roce 2007 to bylo 196 600 osob. V roce 2008 se úbytek nadále zpomaloval a ve srovnání s rokem 2007 byl pouze poloviční. Zvrat pokračoval stejným tempem i v roce 2009, kdy úmrtnost nadále klesala, porodnost rostla a čistá migrace zůstávala stabilní na úrovni přibližně 250 tisíc osob; v roce 2009 Rusko poprvé za posledních 15 let zaznamenalo populační růst.
| Rok  | Celkový populační přírůstek |
| ---- | --------------------------- |
| 2000 | −586 000                    |
| 2001 | −655 000                    |
| 2002 | –685 000                    |
| 2003 | –796 000                    |
| 2004 | –694 000                    |
| 2005 | –720 000                    |
| 2006 | –554 000                    |
| 2007 | –212 100                    |
| 2008 | –121 400                    |
| 2009 | +23 300                     |

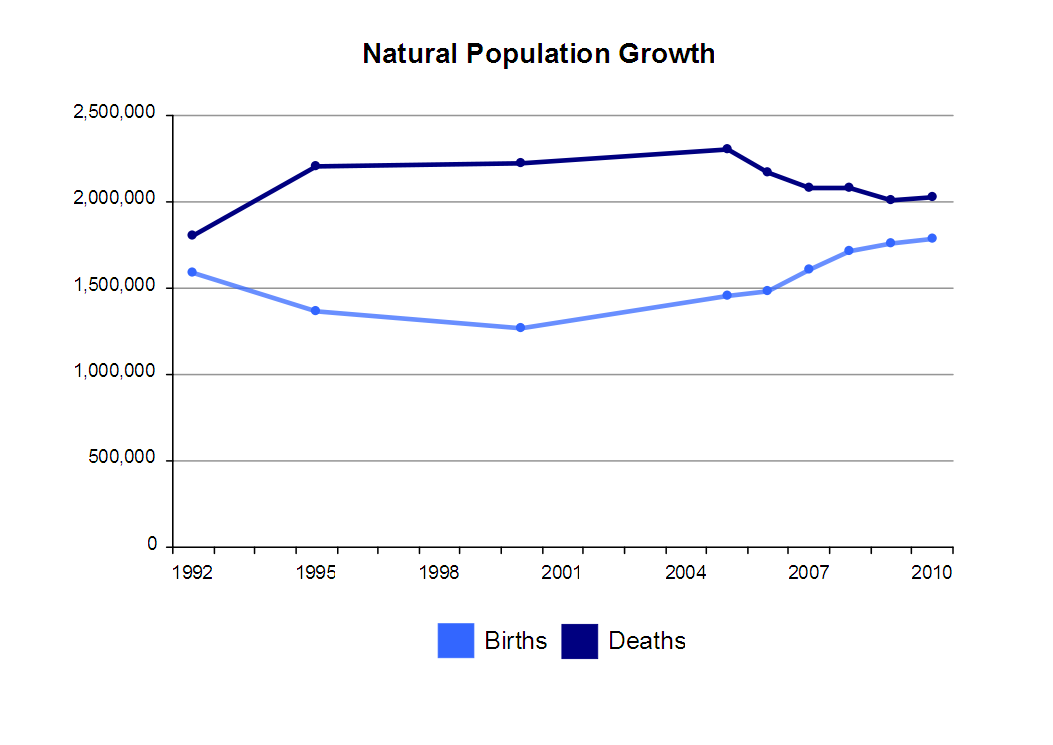
Vývoj počtu narozených a zemřelých (1992–2010)

Zlepšující se ekonomika měla pozitivní dopad na nízkou porodnost v zemi, která se zvýšila z nejnižší hodnoty 8,27 narozených dětí na 1 000 obyvatel v roce 1999 na 11,28 na 1 000 obyvatel v roce 2007. Ruské ministerstvo pro hospodářský rozvoj doufá, že do roku 2020 se počet obyvatel ustálí na 138–139 milionech a do roku 2025 se začne opět zvyšovat na současný stav 142–145 milionů, přičemž se také zvýší průměrná délka života na 75 let.
Dvěma hlavními příčinami úmrtí v Rusku jsou srdeční choroby a mozková mrtvice, které představují přibližně 52 % všech úmrtí. Zatímco v Japonsku, Severní Americe a západní Evropě se počet úmrtí na kardiovaskulární choroby v letech 1965–2001 snížil, v Rusku se počet úmrtí na toto onemocnění naopak zvýšil o 25 % u žen a o 65 % u mužů.
Procento neplodných manželských párů se v prvním desetiletí 21. století zvýšilo na 13 %, částečně kvůli špatně prováděným interrupcím. Podle odborníka Murraye Feshbacha se 10–20 % žen, které v Rusku podstoupí interrupci, stává neplodnými, ačkoli podle sčítání lidu z roku 2002 pouze asi 6–7 % žen nemělo děti do konce svého reprodukčního věku.
Matky, které porodí dítě 12. června, v den ruského státního svátku, jsou odměňovány penězi a drahými spotřebními předměty. Prvního kola soutěže se zúčastnilo 311 žen a následujícího 12. června se narodilo 46 dětí. Druhého kola v roce 2006 se zúčastnilo přes 500 žen a porodilo 78 dětí. Porodnost v provincii se mezi lety 2006 a 2007 zvýšila o 4,5 %.
Jako řešení úbytku pracovních sil v západních zemích se nabízí rozsáhlá imigrace, která by však podle BBC byla pro většinu Rusů nepřijatelná. Organizace jako Světová zdravotnická organizace a OSN vyzvaly ruskou vládu, aby se problémem zabývala vážněji, a zdůraznily, že trvalou změnu by mohla přinést řada jednoduchých opatření, jako je zvýšení ceny alkoholu nebo povinnost používat bezpečnostní pásy.
Prezident Vladimir Putin v projevu o stavu země řekl, že „žádný druh imigrace nevyřeší demografický problém Ruska“. Jevgenij Krasinjev, vedoucí oddělení migračních studií ve státním Institutu sociálních a ekonomických populačních studií v Moskvě, uvedl, že Rusko by mělo přijímat pouze imigranty ze Společenství nezávislých států, a tento názor podpořil i Alexandr Běljakov, šéf výboru pro zdroje v Dumě.
V roce 2007 vzrostla migrace v Rusku o 50,2 % a v roce 2008 o dalších 2,7 %, což pomohlo zastavit pokles počtu obyvatel. Migranti do Ruska přicházejí především ze států SNS a jedná se buď o Rusy, nebo o rusky hovořící osoby. Tisíce pracovních migrantů z Ukrajiny, Moldavska a ostatních zemí SNS se do Ruska dostaly také nelegálně – pracují, ale vyhýbají se placení daní. Odhaduje se, že v Rusku žije přibližně 10 milionů nelegálních přistěhovalců z bývalých sovětských států.

### Střední Evropa a země bývalého Sovětského svazu
Světová banka vydala 20. června 2007 zprávu „From Red To Grey: 'The Third Transition' of Aging Populations in central Europe and the Former Soviet Union“ („Od červené k šedé: Třetí přechod stárnoucí populace ve střední Evropě a bývalém Sovětském svazu“), v níž předikuje, že mezi lety 2007 a 2027 se počet obyvatel Gruzie sníží o 17 % a v případě Ukrajiny o 24 %. Dále pak Světová banka odhaduje, že 
mezi lety 2005 a 2025 se počet obyvatel starších 65 let v Polsku zvýší z 13 % na 21 % a ve Slovinsku z 16 % na 24 %.